# JWGC
JWGC (Jabber WindowGram Client) is een open source chatprogramma dat het XMPP-protocol voor instant messaging gebruikt. De client is geschreven in C en gedraagt zich zoals clients voor Zephyr. Het programma kan gebruikt worden onder X11 en in tekstmodus in de opdrachtregelinterface.